# J-PARC
Le J-PARC (Japan Proton Accelerator Research Complex) est un complexe de recherche japonais abritant un accélérateur de particules générant des faisceaux protoniques d'énergie élevée. C'est un projet conjoint du KEK et du JAEA situé sur le campus du JAEA à Tokai, Ibaraki. Parmi les missions du J-PARC, il y a l'étude des matériaux, des sciences de la vie, du nucléaire et des particules. Les faisceaux protoniques à haute intensité du J-PARC créent des faisceaux secondaires à haute intensité composés par exemple de neutrons, de mésons et de neutrinos.

## Composants

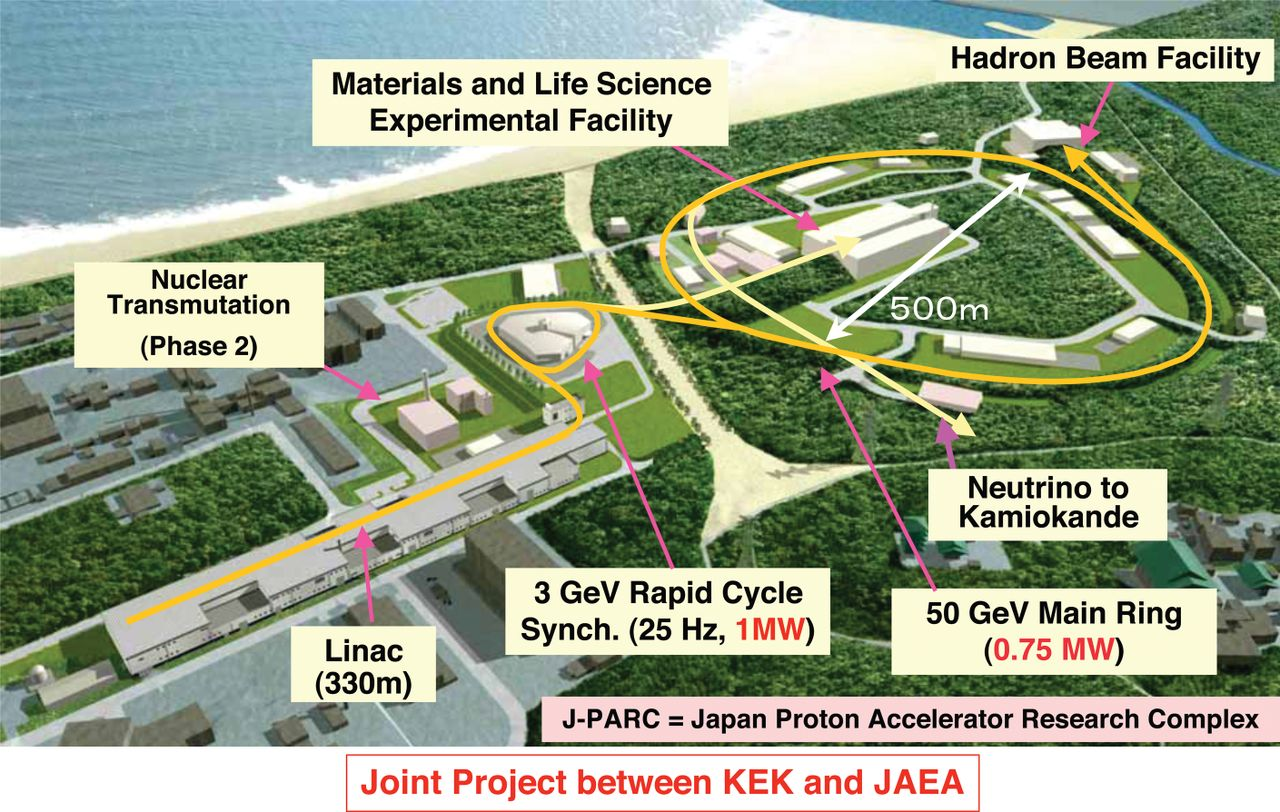
Vue d'ensemble des installations

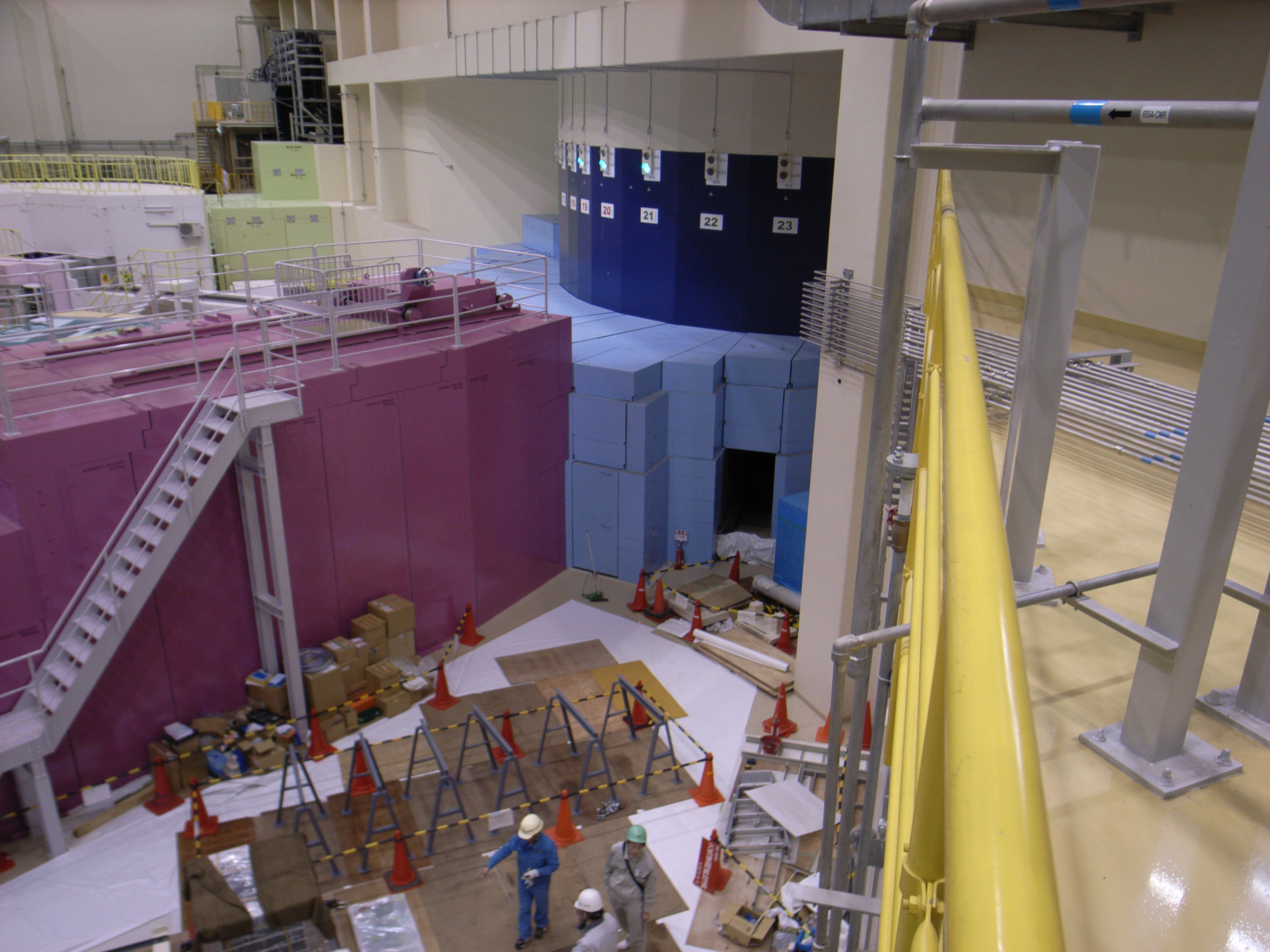
Hall central du J-PARC

Le J-PARC comprend plusieurs parties, dont :
1. un accélérateur linéaire à 400 MeV servant aux injections dans le RCS (Rapid Cycling Synchrotron : « Synchrotron à cyclage rapide »),
2. un ADS (Accelerator-driven system : « Système conduit par l'accélérateur ») à 600 MeV,
3. un RCS (Rapid Cycling Synchrotron : « Synchrotron à cyclage rapide ») à 3 GeV,
4. un MR (Main Ring : « Anneau principal ») à 50 GeV.